# Vente des hospices de Beaune
La vente des vins des hospices de Beaune est une prestigieuse vente aux enchères traditionnelle de charité des vins de Bourgogne des hospices de Beaune. Le résultat des ventes orchestrées par Christie's de 2005 à 2020, puis par Sotheby's depuis 2021, est destiné depuis 1859 au financement des hôpitaux et maisons de retraite de Beaune en Bourgogne, à la recherche médicale et à des œuvres caritatives. Cette vente de vins de Bourgogne est la plus célèbre du monde et fait traditionnellement office de baromètre international du marché des vins de prestige.

## Contexte
Les hospices de Beaune sont fondés en 1443 par Nicolas Rolin et son épouse Guigone de Salins. Les hospices sont propriétaires d'un prestigieux domaine viticole bourguignon grâce à des dons et héritages de riches seigneurs bourguignons du Moyen Âge et à cinq siècles de gestion de patrimoine.

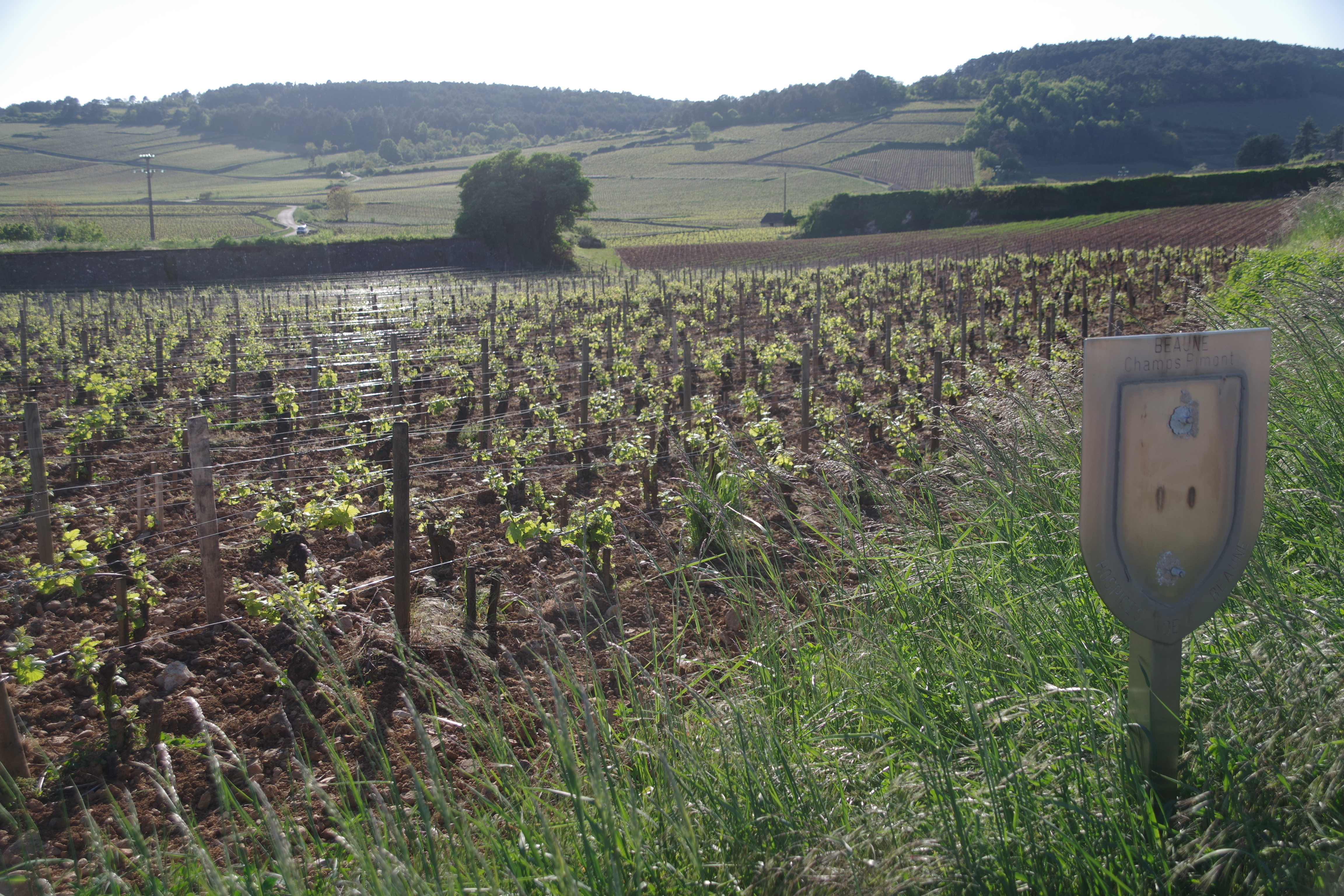
Climat des Champs Pimont, Beaune premier cru.

Le domaine est actuellement constitué de près de 61 hectares de vignes (50 de pinot noir et 10 de chardonnay) situées notamment dans le vignoble de la côte de Beaune et dans le vignoble de la côte de Nuits dont la plupart des parcelles sont situées dans des zones d'appellation prestigieuses, de premiers crus et des grands crus d'exceptions.
Les hospices de Beaune, devenues aujourd'hui musée, ont été modernisées en « hospices civils de Beaune » qui emploient à ce jour 700 salariés et financent : 
- le centre hospitalier Philippe le Bon de courts séjours, à Beaune, ouvert en 1971 ;
- le centre Nicolas Rolin de long et moyen séjour ;
- deux structures d'hébergement pour personnes âgées dépendantes, l'Hôtel-Dieu et la Charité.

Les fonds récoltés lors de la vente servent en partie au fonctionnement de ces structures, et au fonctionnement du domaine viticole des hospices de Beaune, qui assure la viticulture et la vinification des parcelles de vignes.

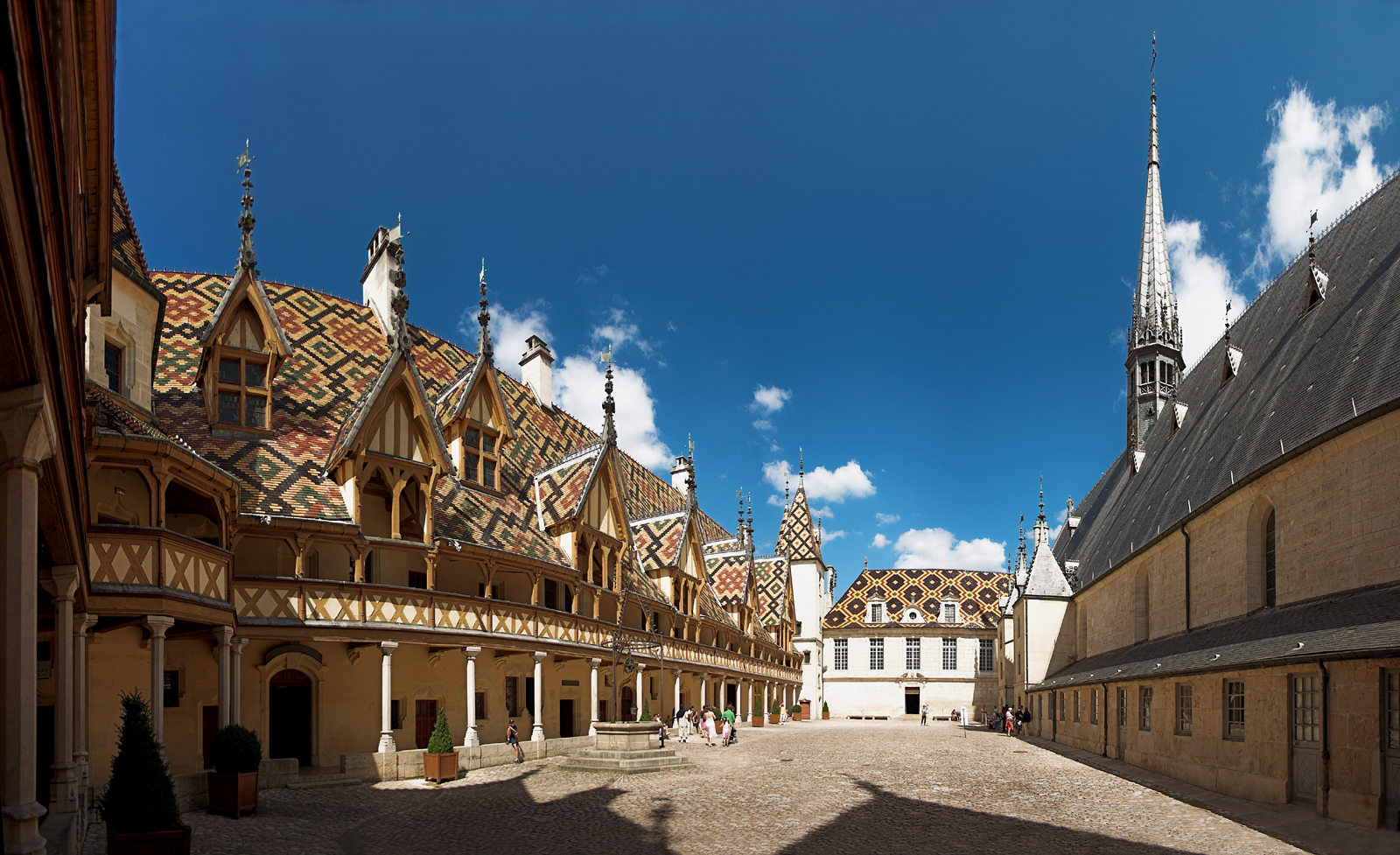
Hospices de Beaune du XVe siècle.
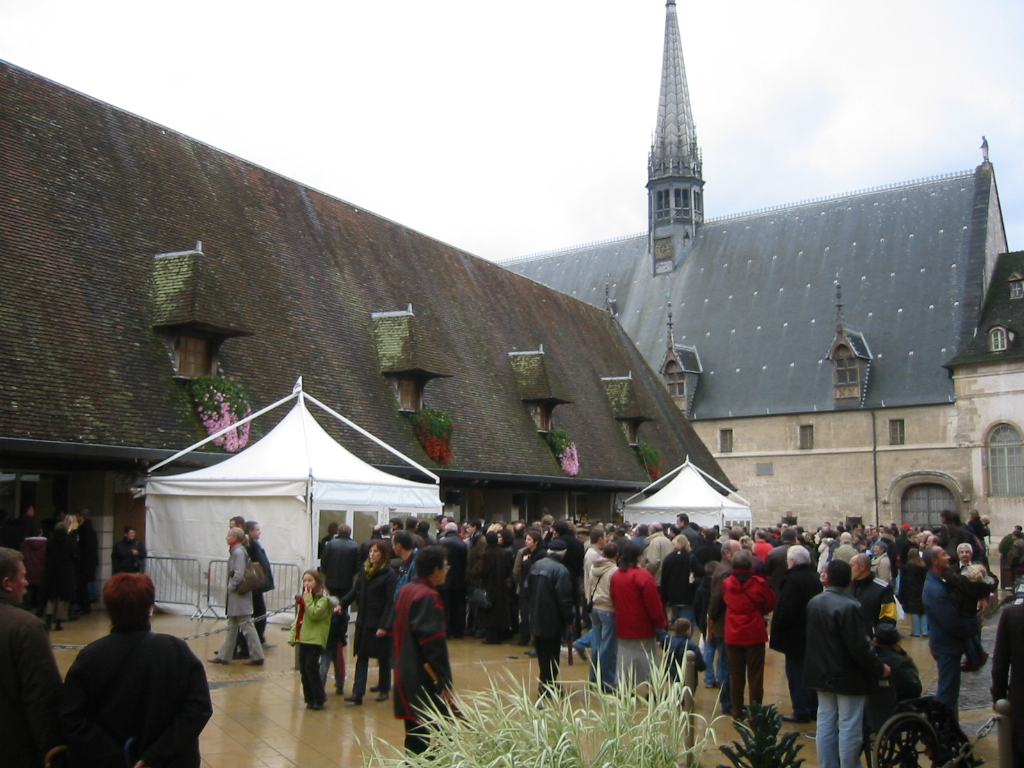
Salle de vente aux enchères et hospices de Beaune.
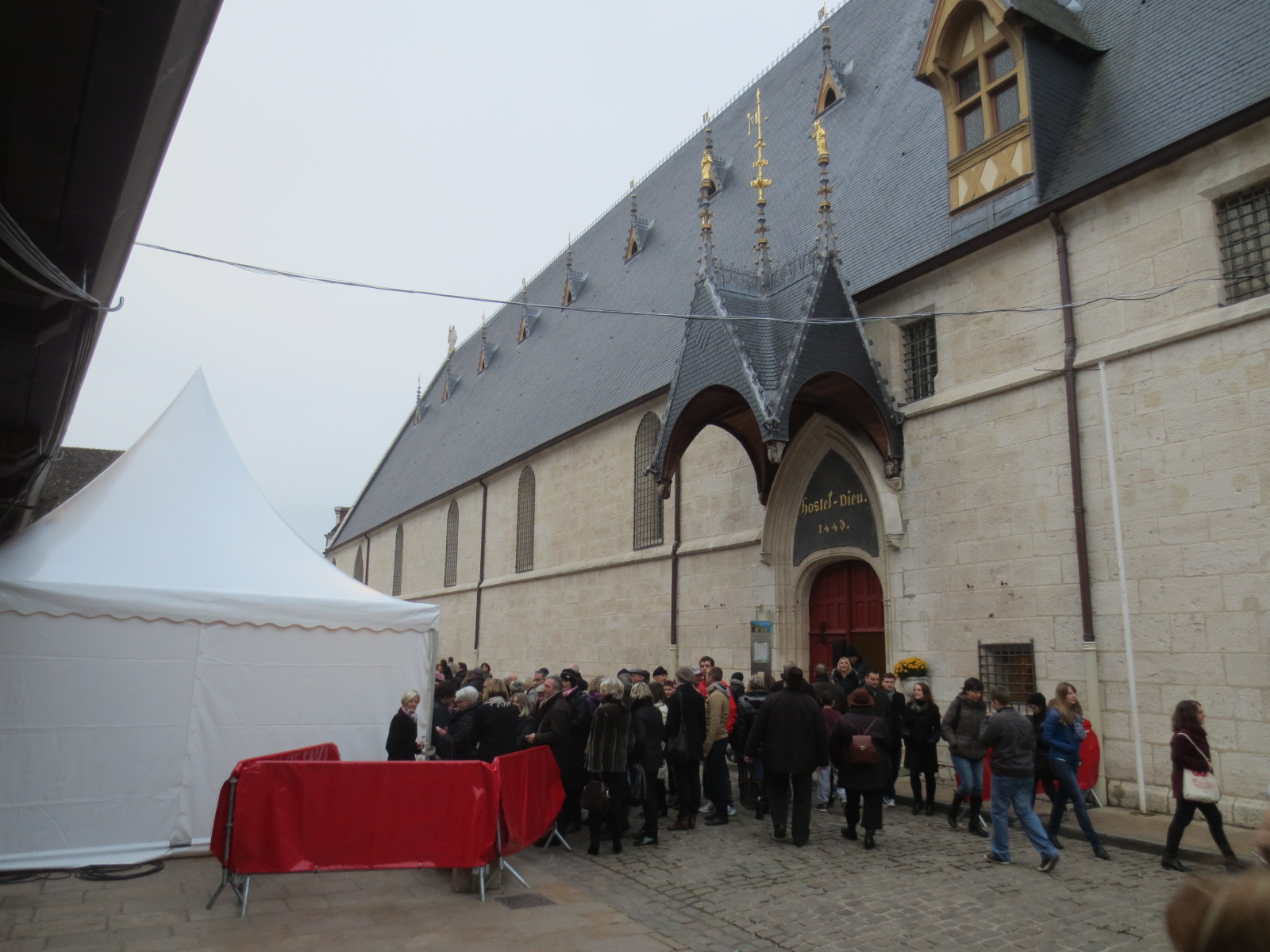
Entrée des hospices de Beaune.

## Historique

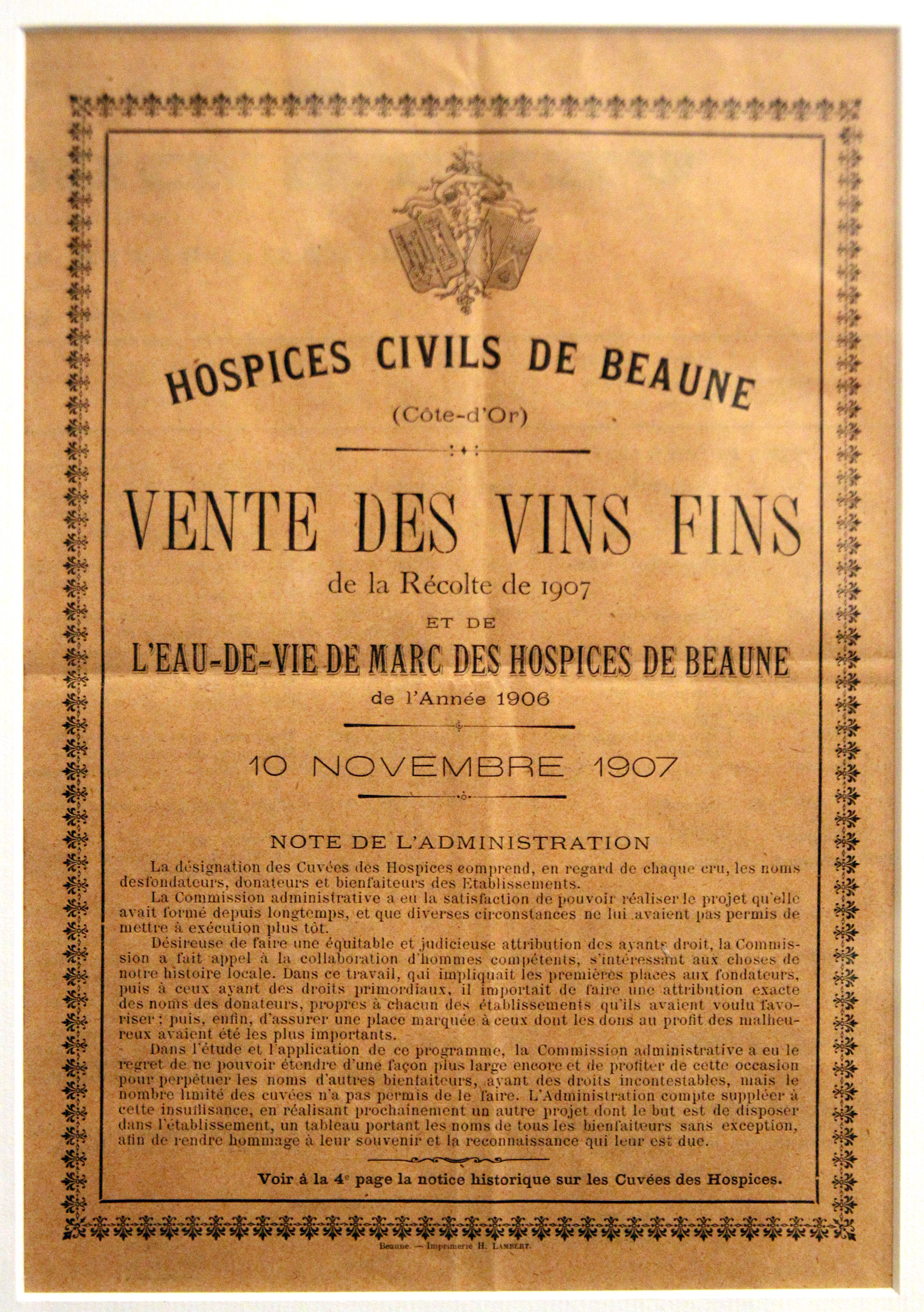
Affiche pour de la vente des vins de Beaune 1907.

La première vente remonte à 1859, la réputation devient mondiale en 1924.
En 1934, la confrérie des chevaliers du Tastevin instaure les Trois Glorieuses, manifestation culturelle dont fait partie la vente des hospices de Beaune.
La vente se déroulait initialement dans la cour des hospices de Beaune, et désormais dans les halles de Beaune situées face au bâtiment.
Les quarante-cinq cuvées de prestige obtenues chaque année sont vendues l'année même sous forme de pièces, soit près de 400 à 600 fûts de 228 litres depuis 1859 (soit 288 bouteilles après l'élevage) sous forme d'enchères traditionnelle de charité (à l'origine « à la bougie », désormais abandonnée) à la renommée mondiale, le troisième dimanche de novembre.
De 2005 à 2020, la vente est orchestrée par Christie's. La maison de ventes Sotheby's opère désormais la vente depuis 2021.

Salle des ventes
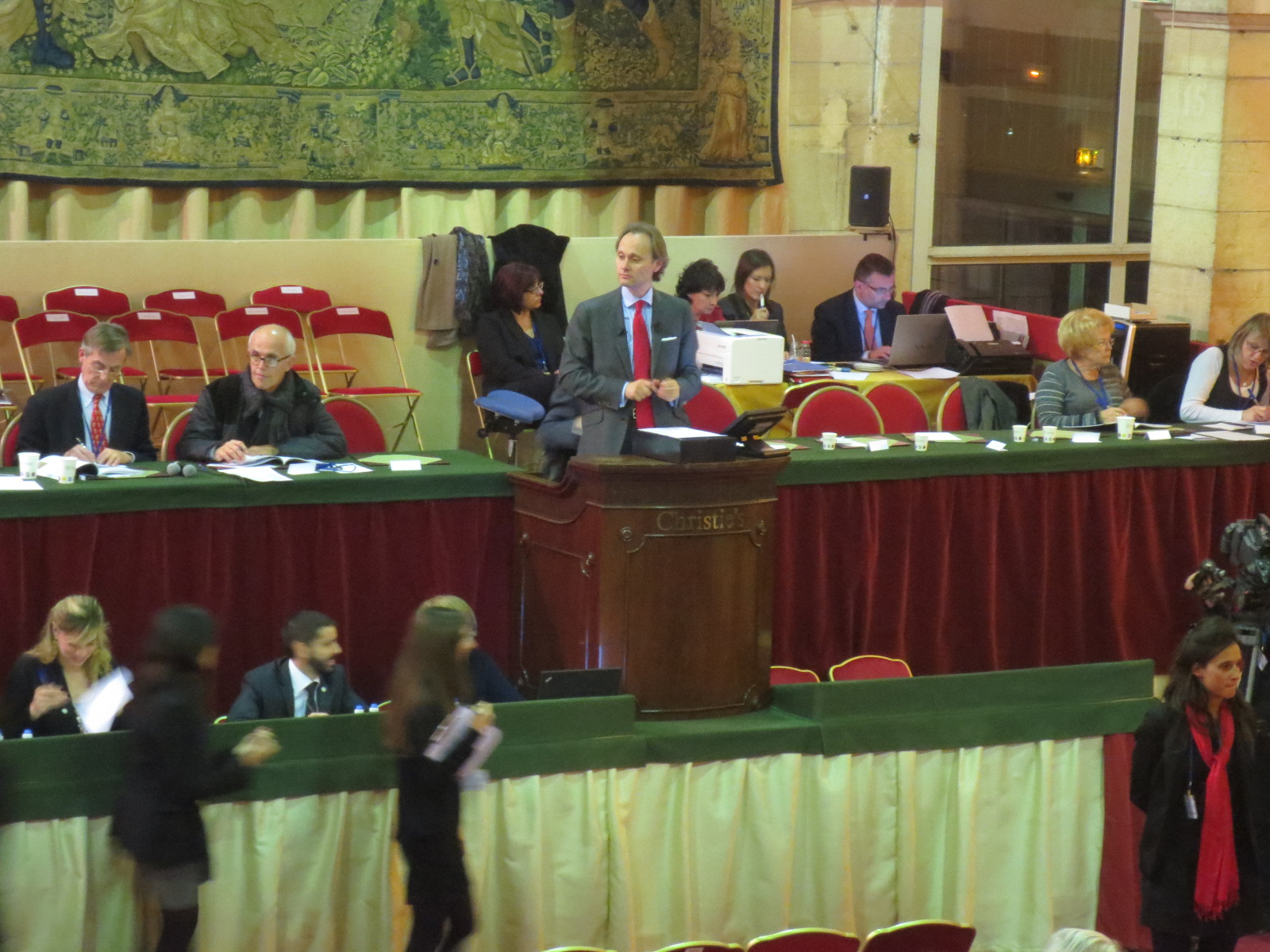
Commissaire-priseur de Christie's.
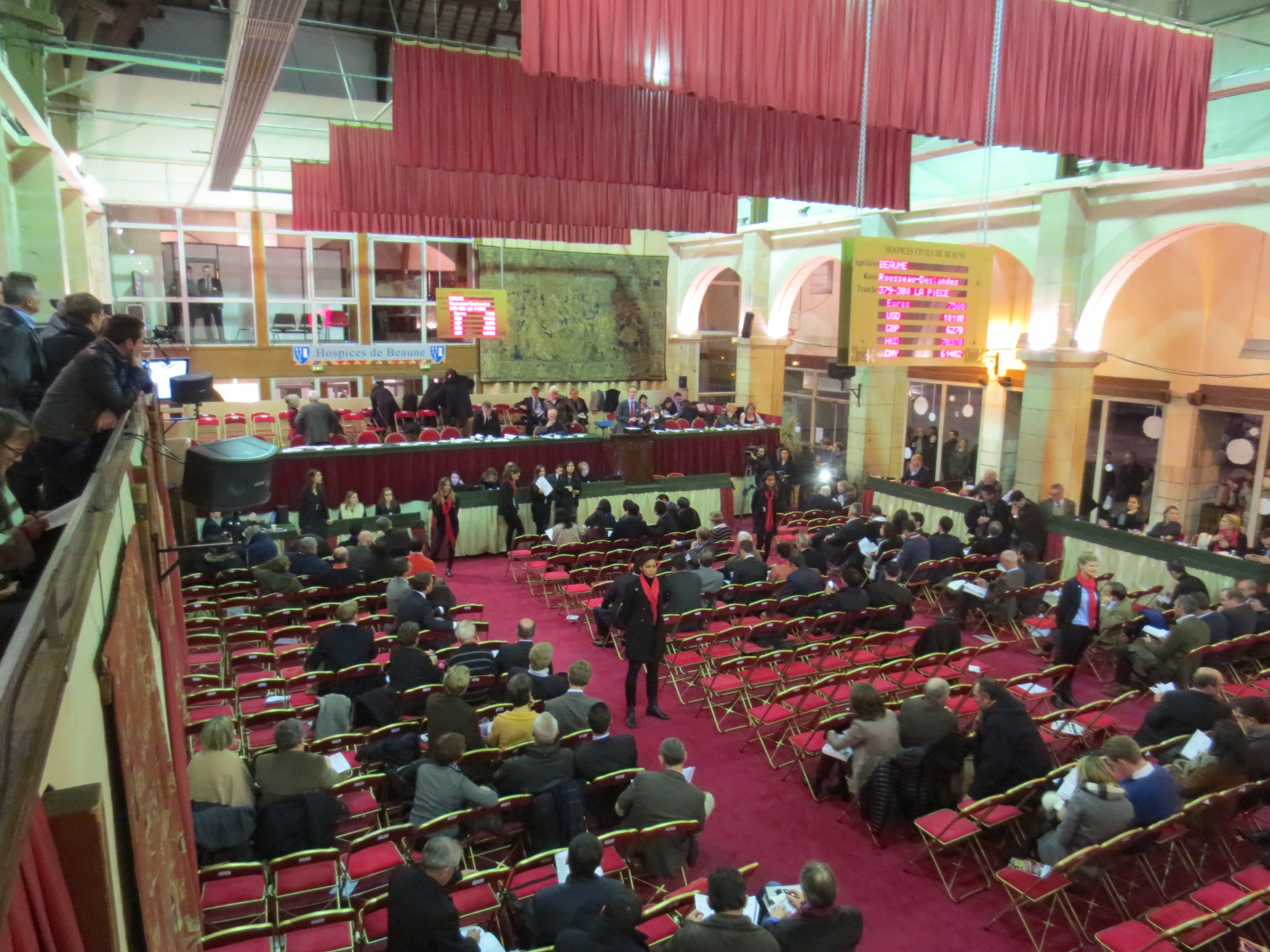
Salle des ventes en 2013.

La « pièce du président », ou « pièce de charité », représente le sommet de la vente dont le gain est entièrement versé à une œuvre caritative choisie par le président de la vente. Ce sont les enchères de cette pièce qui sont les plus médiatisées.

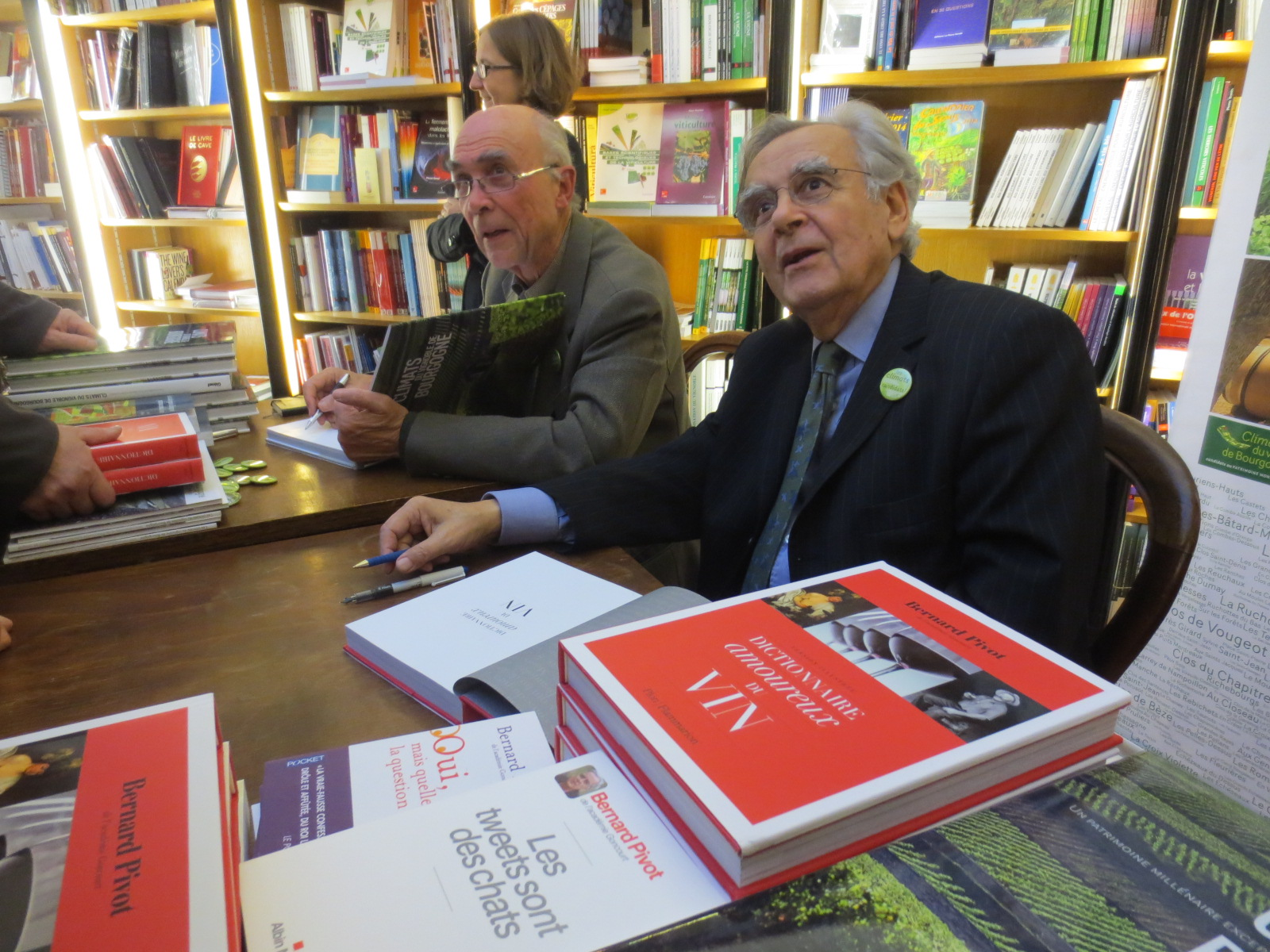
Dédicaces de l'ouvrage Climats du vignoble de Bourgogne, un patrimoine millénaire exceptionnel, par Aubert de Villaine (copropriétaire de la Romanée-conti) et Bernard Pivot en 2013.

Le résultat des ventes, compris entre 1,8 et 14 millions € pour les meilleures années, ainsi que les dons de généreux donateurs sont consacrés entièrement depuis cinq siècles aux fonctionnements charitables et religieux des anciens hospices puis des nouvelles institutions hospitalières civiles et laïques qui les ont remplacées entre-temps.
En 2006, le viticulteur bourguignon Aubert de Villaine, copropriétaire de la Romanée-conti, président de l'association Les Climats du vignoble de Bourgogne, profite de cet événement mondial pour lancer et appuyer publiquement avec le soutien de Bernard Pivot, la candidature des climats de Bourgogne, et des villes viticoles historiques Dijon et Beaune, à l'inscription sur la liste du patrimoine mondial de l'Unesco (Organisation des Nations unies pour l'éducation, la science et la culture).

## Cuvées
Le régisseur du vignoble décide de la conduite des 60 hectares de vignes et élabore chaque année les 50 cuvées historiques. La production de l’année est ensuite mise en vente le 3e dimanche de novembre suivant la récolte.

### Vins rouges
En 2022, les vins rouges, cépage pinot noir, regroupent 34 cuvées : huit en appellations grands crus, 21 en dénominations premiers crus et cinq en appellations communales.

#### Grands crus
- Clos-de-la-roche grand cru – Cuvée Georges Kritter
- Clos-de-la-roche grand cru – Cuvée Cyrot-Chaudron
- Corton grand cru – Cuvée Charlotte Dumay
- Corton grand cru – Cuvée Docteur Peste
- Corton grand cru Les Renardes – mise en vente pour la première fois aux enchères des hospices de Beaune 2022
- Corton grand cru Le Clos du Roi – Cuvée Baronne du Baÿ
- Échezeaux grand cru – Cuvée Jean-Luc Bissey
- Mazis-chambertin grand cru – Cuvée Madeleine Collignon

#### Premiers crus
- Auxey-Duresses 1er cru – Cuvée Boillot
- Beaune 1er cru – Cuvée Brunet
- Beaune 1er cru – Cuvée Clos des Avaux
- Beaune 1er cru – Cuvée Cyrot-Chaudron
- Beaune 1er cru – Cuvée Dames Hospitalières
- Beaune 1er cru – Cuvée Guigone de Salins
- Beaune 1er cru – Cuvée Hugues et Louis Bétault
- Beaune 1er cru – Cuvée Maurice Drouhin
- Beaune 1er cru – Cuvée Nicolas Rolin
- Beaune 1er cru – Cuvée Rousseau-Deslandes
- Beaune 1er cru Les Grèves – Cuvée Pierre Floquet
- Pernand-Vergelesses 1er cru Les Vergelesses – Cuvée Rameau Lamarosse
- Pommard 1er cru – Cuvée Dames de la Charité
- Pommard 1er cru Epenots – Cuvée Dom Goblet
- Savigny-les-Beaune 1er cru – Cuvée Arthur Girard
- Savigny-les-Beaune 1er cru – Cuvée Forneret
- Savigny-les-Beaune 1er cru – Cuvée Fouquerand
- Volnay 1er cru – Cuvée Blondeau
- Volnay 1er cru – Cuvée Général Muteau
- Volnay 1er cru Les Santenots – Cuvée Gauvain
- Volnay 1er cru Les Santenots – Cuvée Jéhan de Massol

#### Village
- Monthélie – Cuvée Lebelin
- Pommard – Cuvée Billardet
- Pommard – Cuvée Raymond Cyrot
- Pommard – Cuvée Suzanne Chaudron
- Santenay – Cuvée Christine Friedberg

### Vins blancs
En 2022, les vins blancs, cépage chardonnay, regroupent 18 cuvées : cinq en appellations grands crus, huit en dénominations premiers crus et cinq en appellations village.

#### Grands crus
- Bâtard-montrachet grand cru – Cuvée Dames de Flandres
- Corton-charlemagne grand cru – Cuvée François de Salins
- Corton-charlemagne grand cru – Cuvée Roi Soleil
- Corton grand cru – "Cuvée Docteur Peste"
- Corton grand cru Les Vergennes – Cuvée Paul Chanson

#### Premiers crus
- Beaune 1er cru – Cuvée Suzanne & Raymond
- Beaune 1er cru – Cuvée Hugues et Louis Bétault
- Chablis 1er cru – Cuvée Jean-Marc Brocard
- Meursault 1er cru Charmes – Cuvée Albert Grivault
- Meursault 1er cru Charmes – Cuvée Bahezre de Lanlay
- Meursault 1er cru Genevrières – Cuvée Baudot
- Meursault 1er cru Genevrières – Cuvée Philippe
- Meursault 1er cru Poruzots – Cuvée Jéhan Humblot

#### Village
- Meursault – Cuvée Goureau
- Meursault – Cuvée Loppin
- Pouilly-fuissé – Cuvée Françoise Poisard
- Puligny-Montrachet – Cuvée Bernard Clerc
- Saint-Romain – Cuvée Joseph Menault

Quelques crus symboliques du domaine
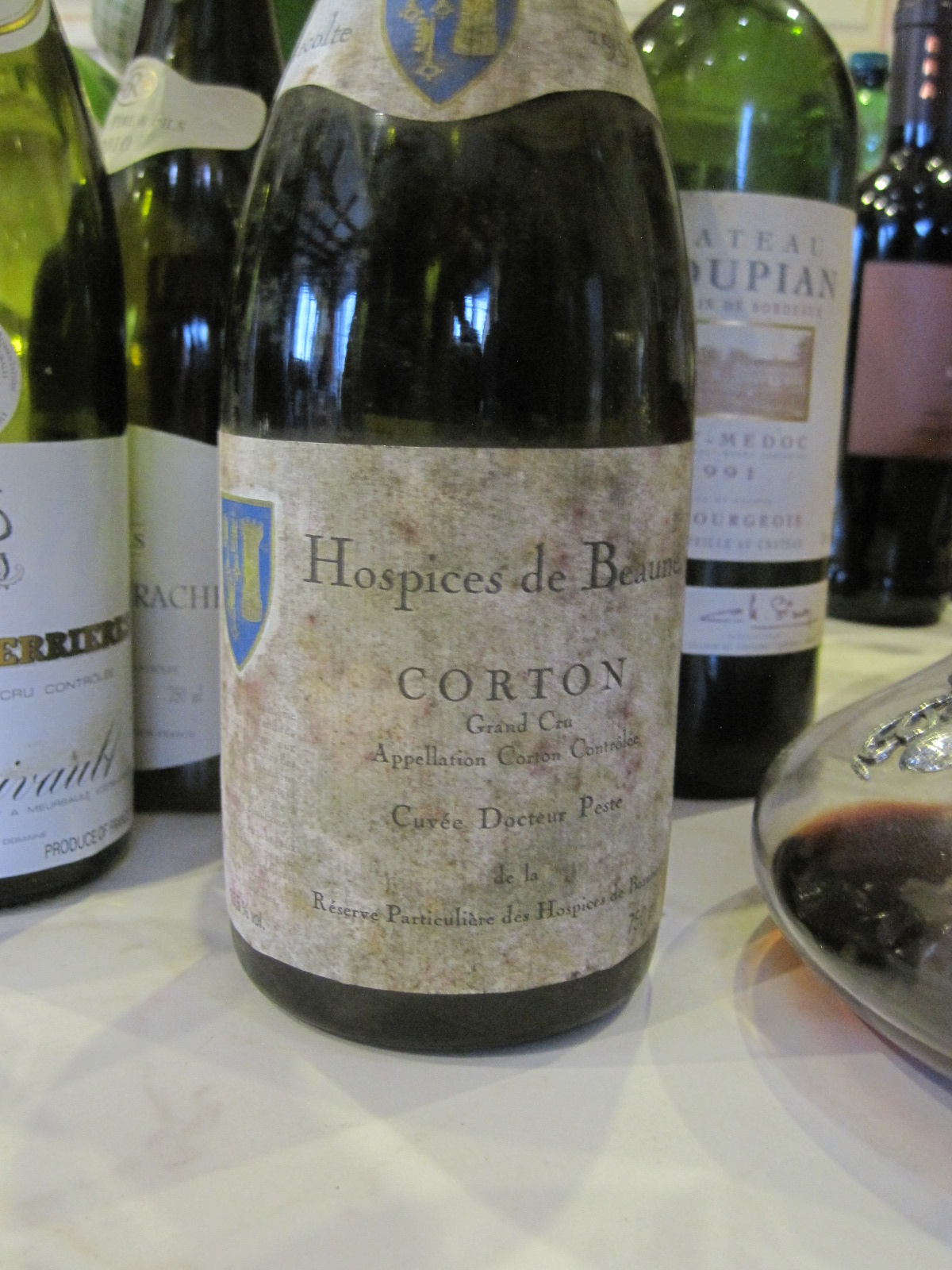
Cuvée de corton grand cru des hospices de Beaune dédié au docteur Peste.
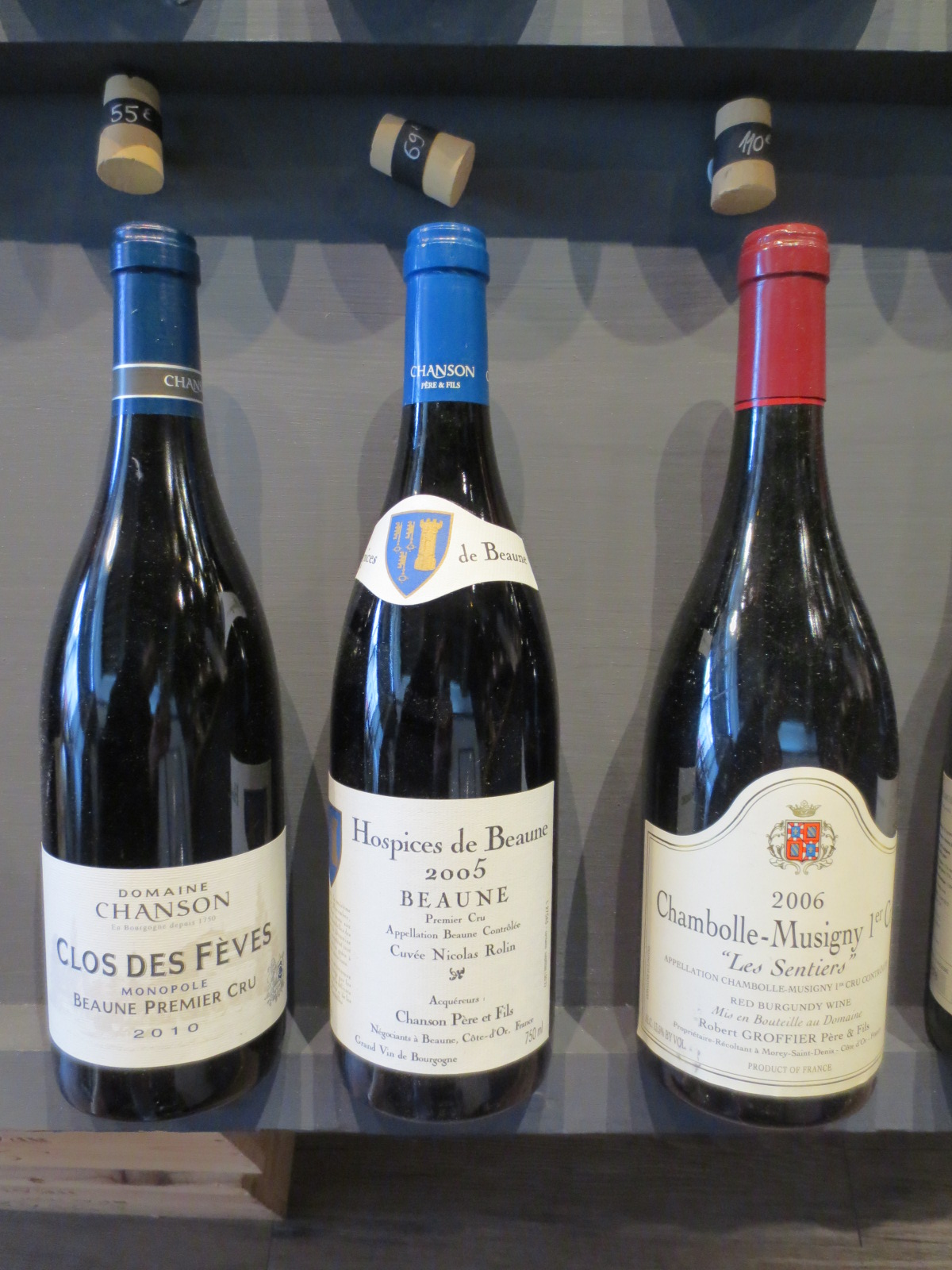
Cuvée de beaune 1er cru des hospices de Beaune dédiée à Nicolas Rolin.
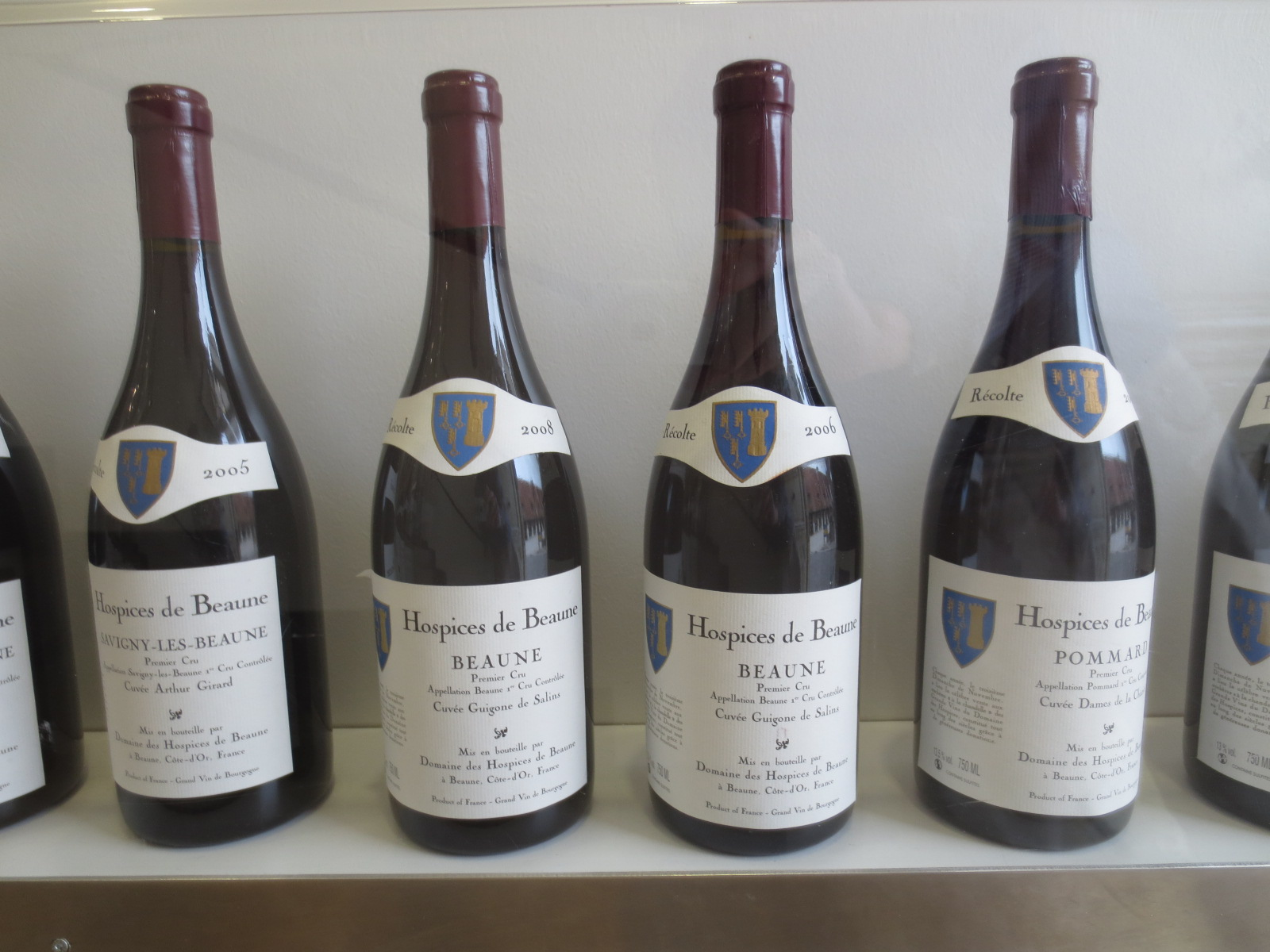
Cuvée de Beaune 1er cru des hospices de Beaune dédiée à Guigone de Salins.

## Festivités
La confrérie des chevaliers du Tastevin instaure les Trois Glorieuses, manifestation culturelle comprenant le repas au Clos Vougeot, la vente des vins des hospices de Beaune, et la Paulée de Meursault. À cette occasion, les élèves de l'école hôtelière internationale Savoie-Léman de Thonon-les-Bains, se chargent du service de plus de 500 convives, depuis 1955.
Depuis 1986 ont lieu deux courses hors stade réputées, un semi-marathon et les foulées beaunoises, au milieu des prestigieux vignobles de côte d'or (Pommard, Meursault et toute la côte de Beaune).
Aujourd’hui, de nombreux concerts, activités et spectacles de rue font office d’animation dans la ville durant tout le week-end. Ces activités sont aujourd'hui préparées par le CFDB.

Beaunois costumés
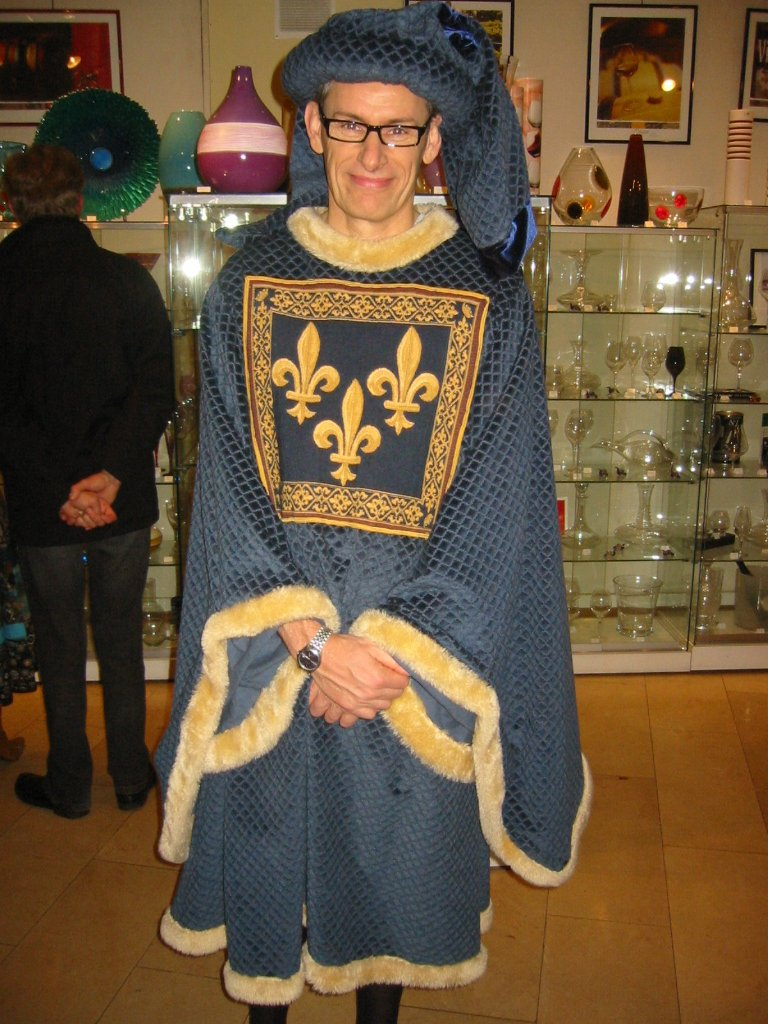
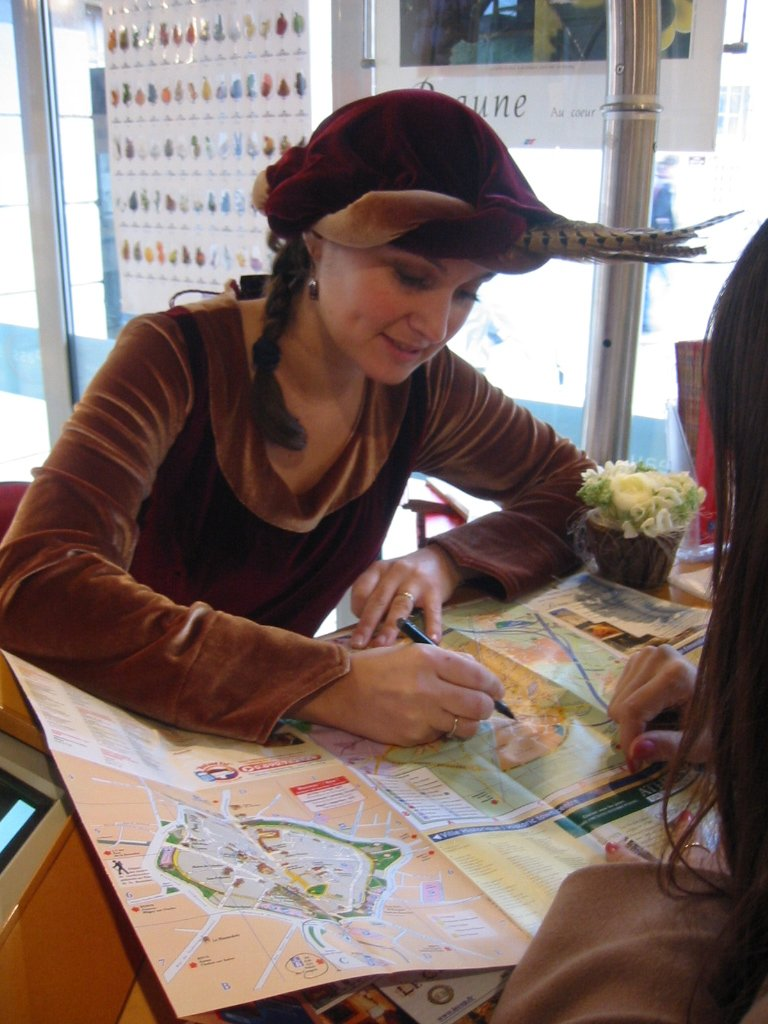
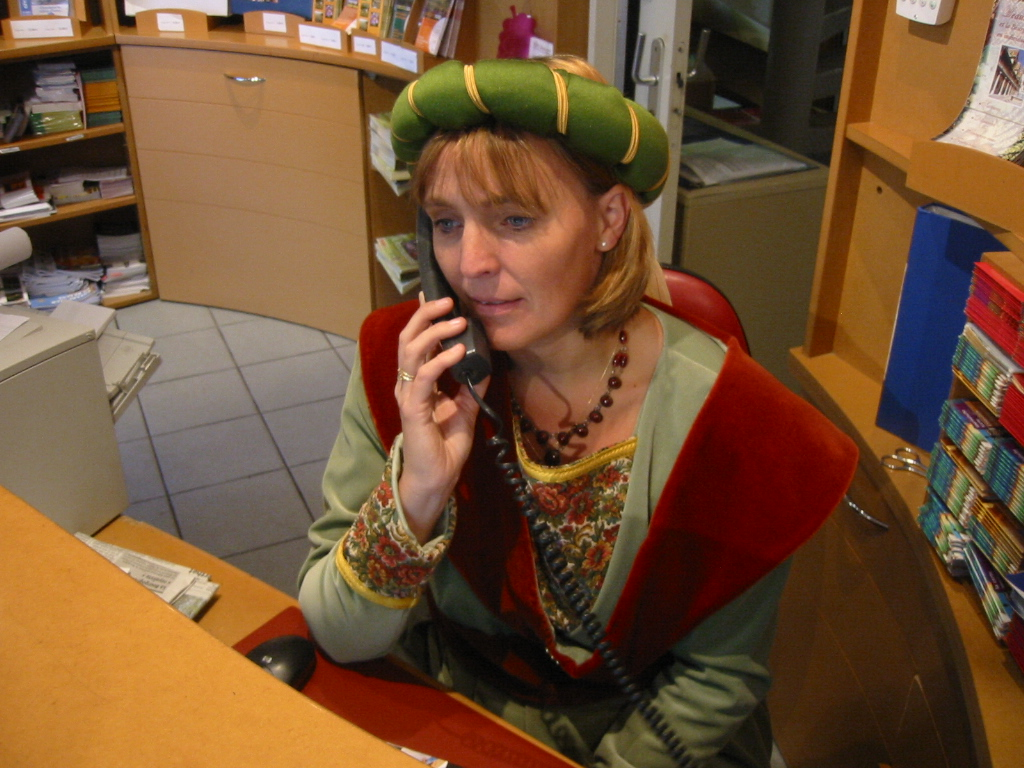

Stands commerçants et groupes folkloriques d'animation de rue
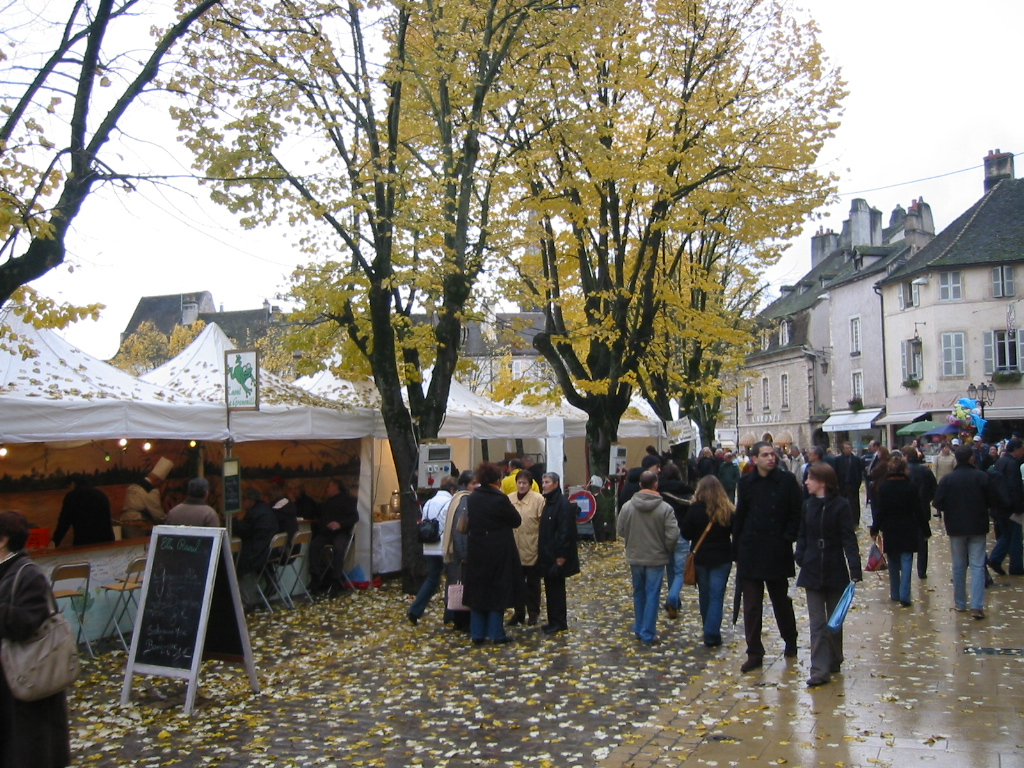
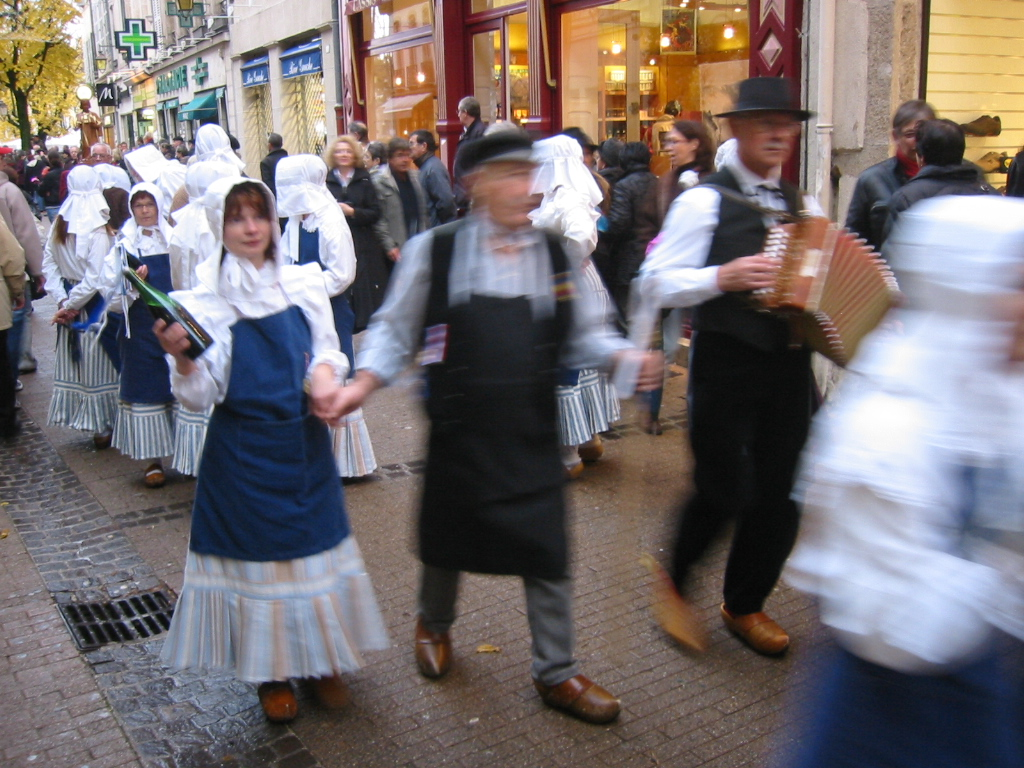
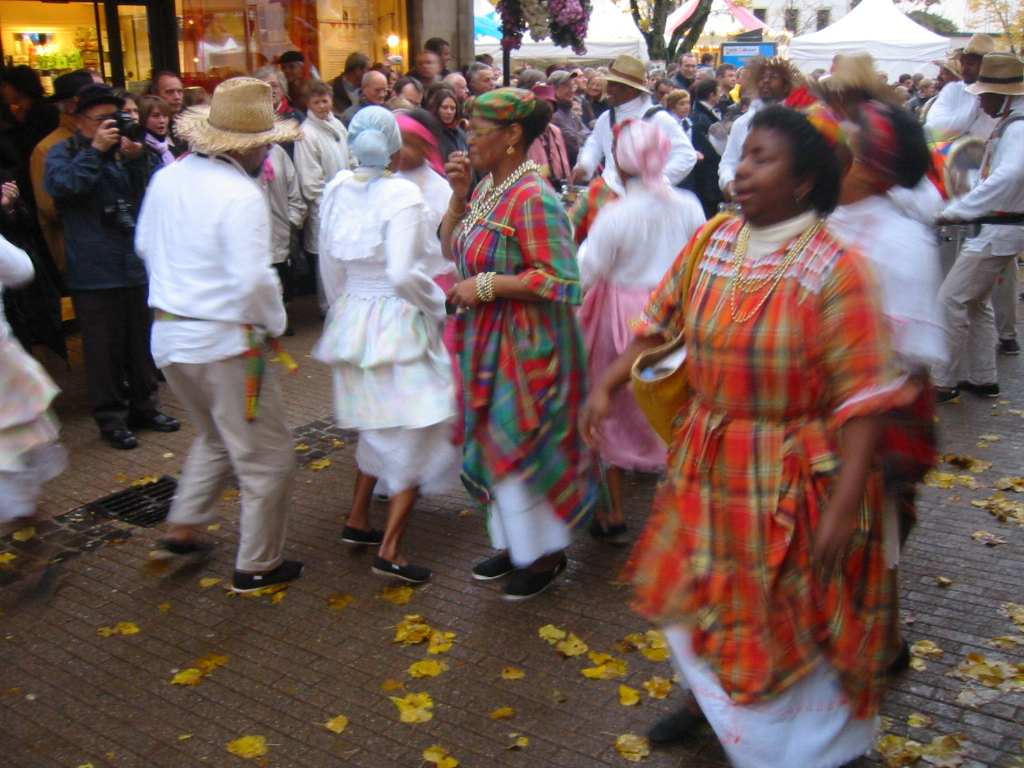
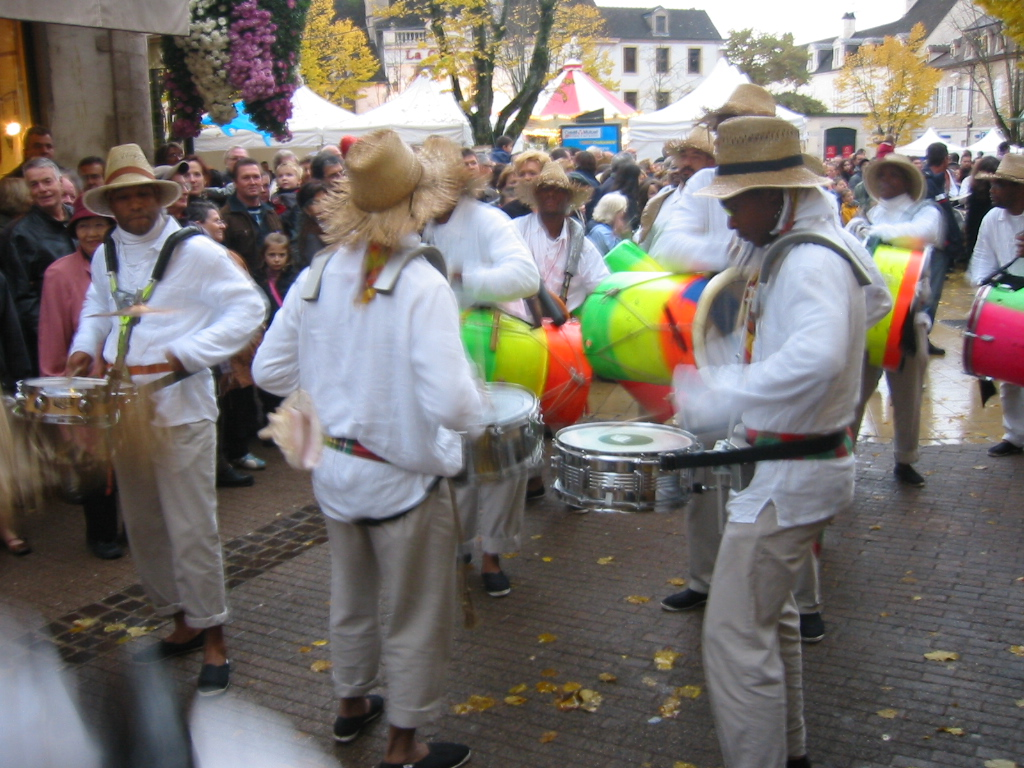
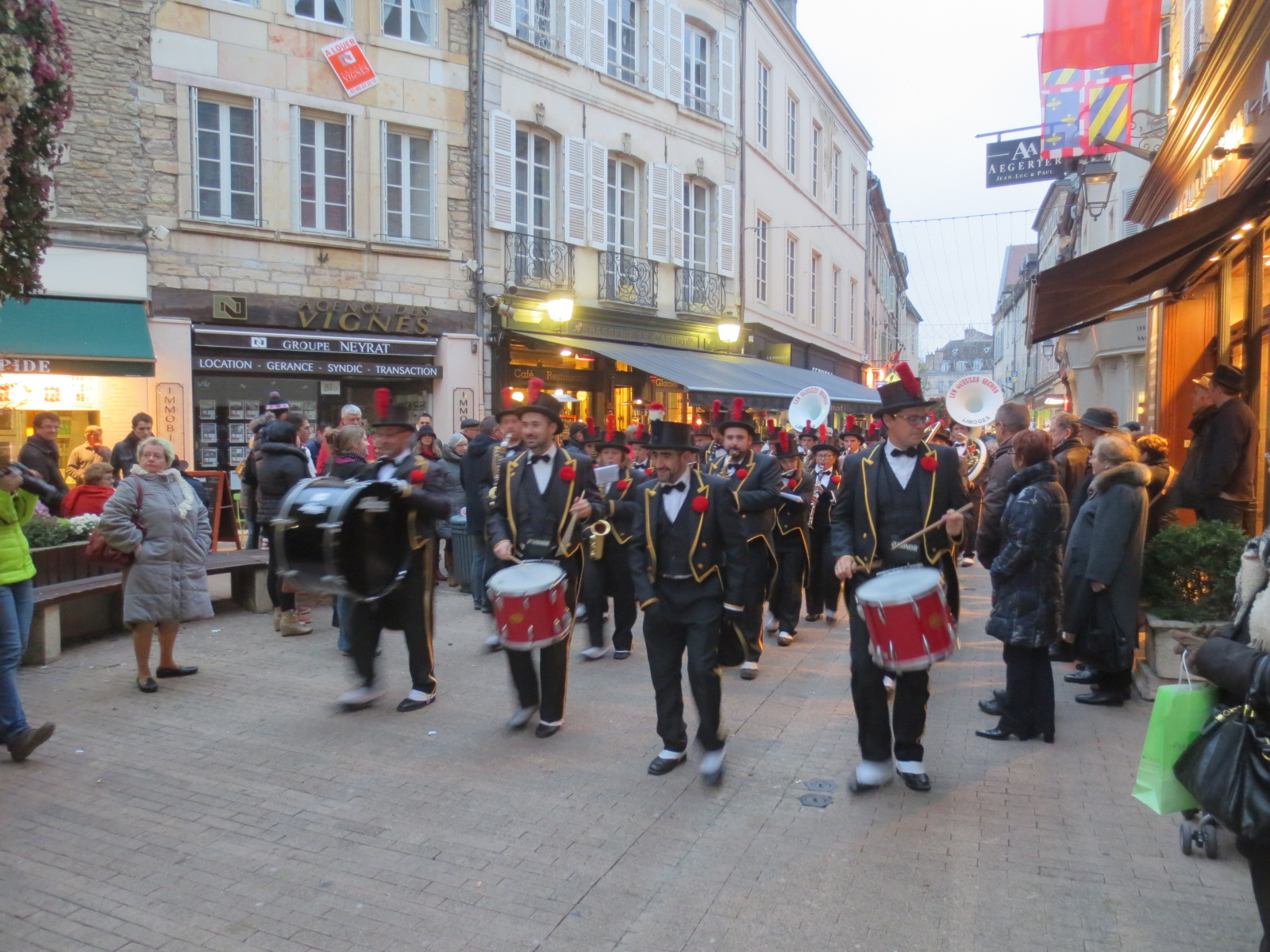
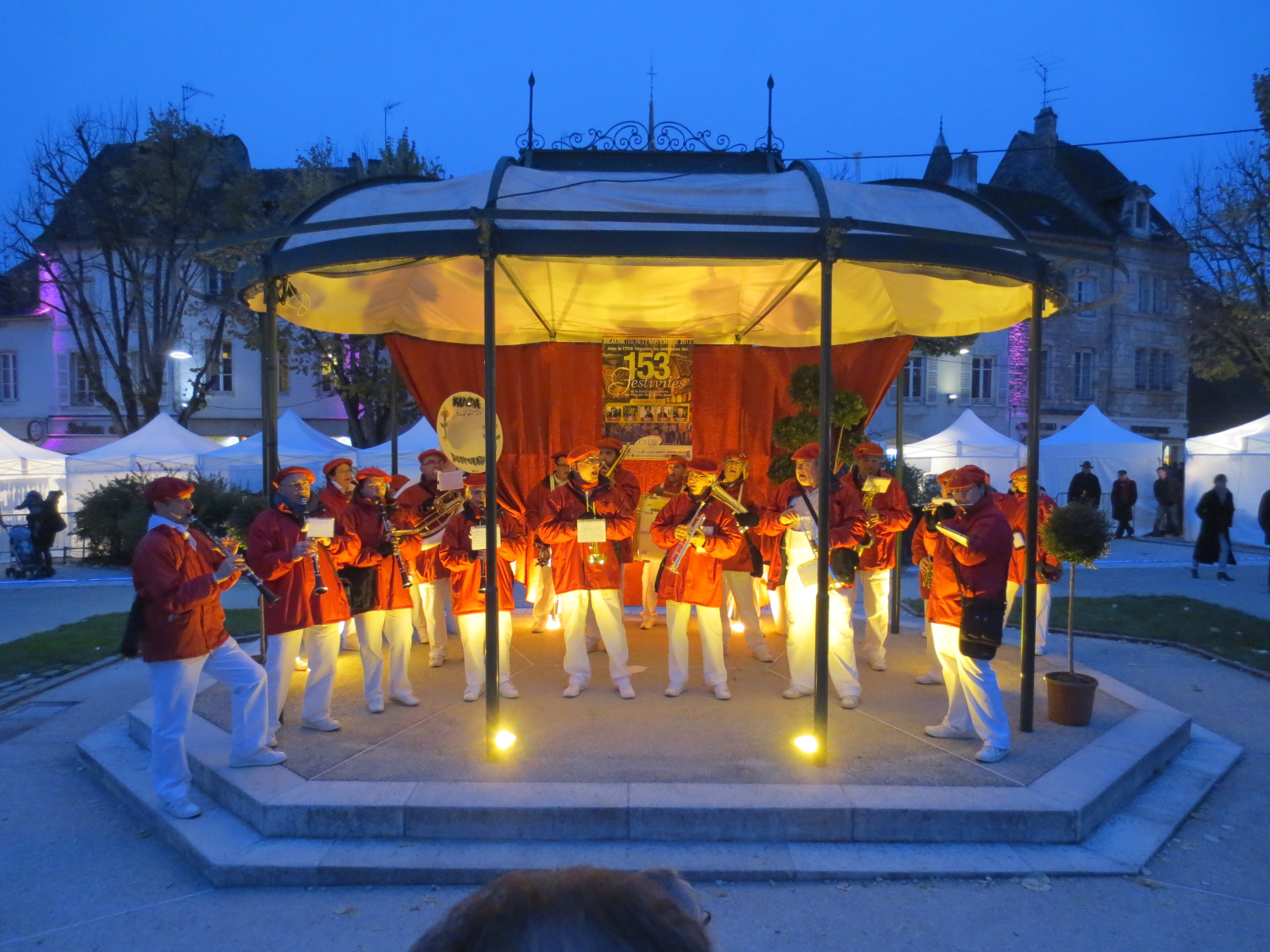

## Résultats des ventes

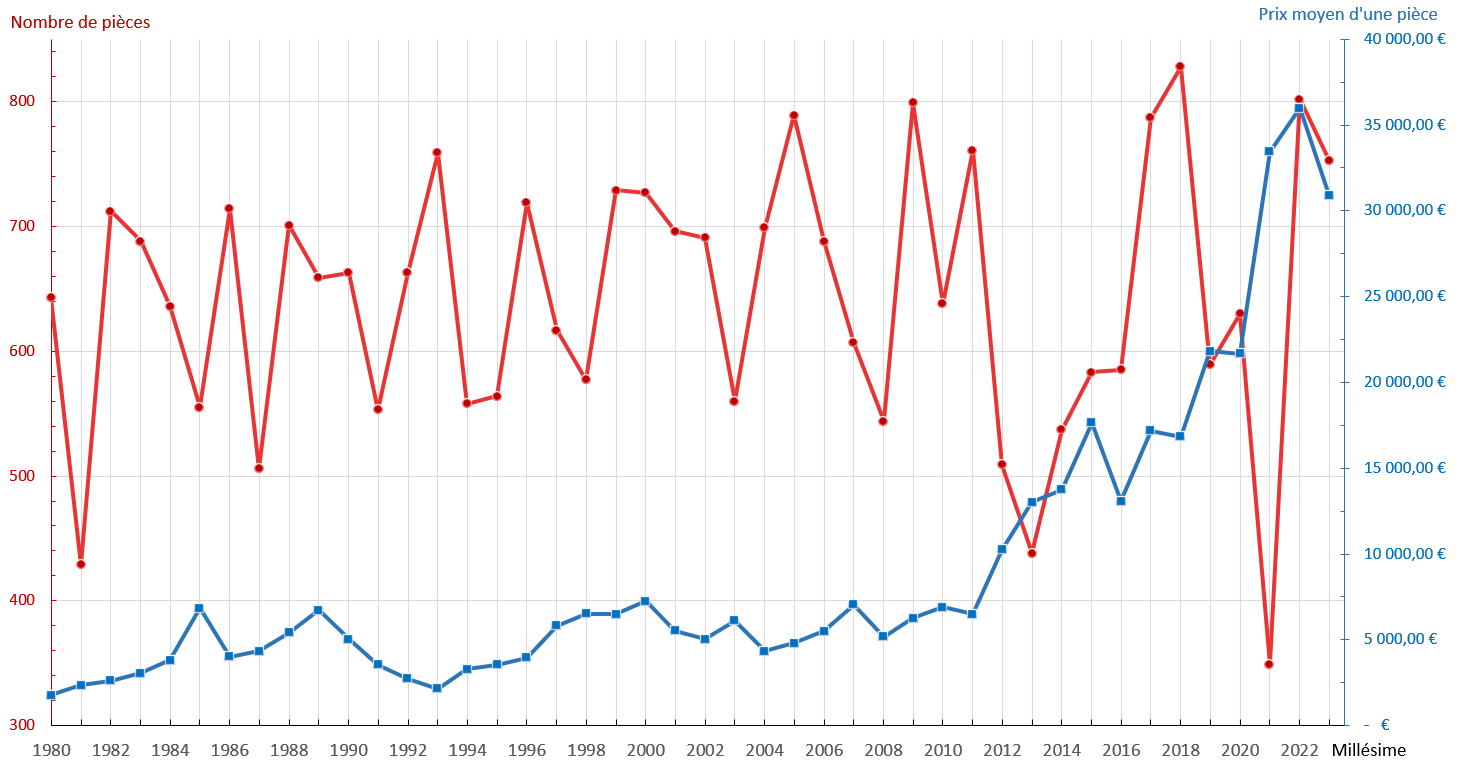
Prix moyen (carrés bleus) et nombre des pièces (ronds rouges) en vente en fonction des millésimes, lors de la vente.

La vente fluctue en fonction de la qualité du millésime, de la quantité de la récolte (et donc du nombre de pièces), qui créé ou non la rareté. Les prix correspondent aux enchères, « au marteau », c'est-à-dire sans le pourcentage rajouté à l’enchère payée à l’organisateur de la vente. Ces prix sont donnés sans considérer l’inflation qui fluctue chaque année, pour un ordre d'idée sur la période : 2 000 € en 1980, valent 5 597 € en 2015 (soit une augmentation de 180 %).
| Année | Nombre de pièces (228 L) | Total de la vente (€) | Total de la vente (francs) | Prix moyen de la pièce (€) |
| ----- | ------------------------ | --------------------- | -------------------------- | -------------------------- |
| 1980  | 643 pièces               | 1 129 647 €           | 7 410 000 F                | 1 757 €                    |
| 1981  | 429 pièces               | 1 013 664 €           | 6 649 200 F                | 2 363 €                    |
| 1982  | 712 pièces               | 1 863 613 €           | 12 224 500 F               | 2 617 €                    |
| 1983  | 688 pièces               | 2 102 577 €           | 13 792 000 F               | 3 056 €                    |
| 1984  | 636 pièces               | 2 418 756 €           | 15 866 000 F               | 3 805 €                    |
| 1985  | 555 pièces               | 3 795 218 €           | 24 895 000 F               | 6 838 €                    |
| 1986  | 714 pièces               | 2 860 248 €           | 18 762 000 F               | 4 006 €                    |
| 1987  | 506 pièces               | 2 192 674 €           | 14 383 000 F               | 4 333 €                    |
| 1988  | 701 pièces               | 3 799 182 €           | 24 921 000 F               | 5 420 €                    |
| 1989  | 659 pièces               | 4 434 894 €           | 29 091 000 F               | 6 730 €                    |
| 1990  | 663 pièces               | 3 335 280 €           | 21 878 000 F               | 5 031 €                    |
| 1991  | 553 pièces               | 1 959 275 €           | 12 852 000 F               | 3 543 €                    |
| 1992  | 663 pièces               | 1 806 978 €           | 11 853 000 F               | 2 725 €                    |
| 1993  | 759 pièces               | 1 628 308 €           | 10 681 000 F               | 2 145 €                    |
| 1994  | 558 pièces               | 1 836 553 €           | 12 047 000 F               | 3 291 €                    |
| 1995  | 564 pièces               | 2 004 705 €           | 13 150 000 F               | 3 554 €                    |
| 1996  | 719 pièces               | 2 853 083 €           | 18 715 000 F               | 3 968 €                    |
| 1997  | 617 pièces               | 3 585 525 €           | 23 519 500 F               | 5 811 €                    |
| 1998  | 577 pièces               | 3 765 338 €           | 24 699 000 F               | 6 526 €                    |
| 1999  | 729 pièces               | 4 732 600 €           | 31 043 821 F               | 6 492 €                    |
| 2000  | 727 pièces               | 5 272 998 €           | 34 588 598 F               | 7 253 €                    |
| 2001  | 696 pièces               | 3 846 000 €           | 25 228 106 F               | 5 526 €                    |
| 2002  | 691 pièces               | 3 480 000 €           |                            | 5 036 €                    |
| 2003  | 560 pièces               | 3 423 000 €           |                            | 6 113 €                    |
| 2004  | 699 pièces               | 3 026 000 €           |                            | 4 329 €                    |
| 2005  | 789 pièces               | 3 789 000 €           |                            | 4 802 €                    |
| 2006  | 688 pièces               | 3 793 000 €           |                            | 5 513 €                    |
| 2007  | 607 pièces               | 4 286 550 €           |                            | 7 042 €                    |
| 2008  | 544 pièces               | 2 826 800 €           |                            | 5 196 €                    |
| 2009  | 799 pièces               | 4 993 900 €           |                            | 6 250 €                    |
| 2010  | 638 pièces               | 4 409 700 €           |                            | 6 911 €                    |
| 2011  | 761 pièces               | 4 941 800 €           |                            | 6 494 €                    |
| 2012  | 509 pièces               | 5 210 900 €           |                            | 10 238 €                   |
| 2013  | 438 pièces               | 5 707 700 €           |                            | 13 031 €                   |
| 2014  | 537 pièces               | 7 334 154 €           |                            | 13 750 €                   |
| 2015  | 583 pièces               | 10 156 644 €          |                            | 17 645 €                   |
| 2016  | 585 pièces               | 7 655 000 €           |                            | 13 085 €                   |
| 2017  | 787 pièces               | 13 529 301 €          |                            | 17 191 €                   |
| 2018  | 828 pièces               | 14 199 350 €          |                            | 16 850 €                   |
| 2019  | 589 pièces               | 12 300 000 €          |                            | 21 823 €                   |
| 2020  | 630 pièces               | 14 333 029 €          |                            | 21 667 €                   |
| 2021, | 349 pièces               | 11 670 000 €          |                            | 33 438 €                   |
| 2022  | 802 pièces               | 28 978 000 €          |                            | 35 974 €                   |
| 2023  | 753 pièces               | 23 279 300 €          |                            | 30 915 €                   |
| 2024  | 438 pièces               | 13 900 000 €          |                            | 31 735 €                   |

### Records historiques des ventes
- 2010 : « pièce du président » de 500 litres adjugée par Fabrice Luchini à 400 000 €.
- 2012 : « pièce du président » de 350 litres adjugée par Carla Bruni-Sarkozy à 270 000 €.
- 2013 : record des enchères des ventes des hospices de Beaune présidée par Clotilde Courau à 6,3 millions € (malgré la plus modeste récolte depuis 30 ans).
- 2015 :
  - « pièce du président » de 228 litres adjugée par Claire Chazal et Christophe Lambert à 480 000 €, pour un Corton-Renardes grand cru 2015 ;
  - l'ensemble de la vente atteint une valeur record de 11 347 609 €[16] pour 575 pièces (tonneaux de 228 litres) de vin représentant 48 cuvées - 33 rouges et 15 blancs.
- 2017 : la vente totalise 13 529 301 € soit « le meilleur résultat jamais réalisé pour la vente du domaine des hospices de Beaune » mais ce record a été battu l'année d'après avec 14 199 350 €.
- 2021 : nouveau record pour la « pièce du président » adjugée par Pio Marmaï et Jeanne Balibar à 800 000 €[17]
- 2022 : record du prix moyen par pièce, 35 974 €. Ce record est battu tous les deux ans en moyenne depuis une dizaine d'années.

## Présidents et présidentes
Liste des présidents et présidentes de la vente, de 1976 à aujourd'hui, :
- 1976 : comte de Kechove de Denterghe
- 1977 : Bertil de Suède et Lilian de Suède
- 1978 : Lino Ventura
- 1979 : prince Paul de Metternich-Winneburg
- 1980 : Katsuichi Ikawa
- 1981 : Peter Ustinov
- 1982 : Wilfried Martens
- 1983 : Marie-José Nat et Jean-Claude Brialy
- 1984 : Mstislav Rostropovitch
- 1985 : Roger Guillemin
- 1986 : Otto de Habsbourg-Lorraine et Regina de Saxe-Meiningen
- 1987 : Luc Montagnier
- 1988 : Alix de Foresta
- 1989 : Carole Bouquet
- 1990 : Dominique Lapierre
- 1991 : Florence Arthaud
- 1992 : Barbara Hendricks
- 1993 : Lambert Wilson
- 1994 : Leighton Smith et Michèle Alliot-Marie
- 1995 : Catherine Deneuve
- 1996 : Claudie Haigneré
- 1997 : Thierry Lhermitte
- 1998 : Sandrine Kiberlain et Anouk Aimée
- 1999 : Kristin Scott Thomas
- 2000 : Charles Berling et Inés Sastre
- 2001 : Julien Clerc et Amira Casar
- 2002 : Chiara Mastroianni et Elsa Zylberstein
- 2003 : Marlène Jobert et Jean Reno
- 2004 : Charlotte Rampling, Stéphane Bern, David Douillet et Jonathan Nossiter
- 2005 : Catherine Jacob et Sonia Rykiel
- 2006 : Fanny Ardant, Alice Taglioni et Margareta de Roumanie
- 2007 : Richard Berry, Mareva Georges, Linda Hardy et Sonia Rolland
- 2008 : Jean-Pierre Marielle et Michel Blanc
- 2009 : Patrick Bruel, Andrea Casiraghi et Sœur Marie-Emmanuel Minot
- 2010 : Fabrice Luchini et Liu Ye
- 2011 : Inès de La Fressange et Christian Clavier
- 2012 : Carla Bruni-Sarkozy, Guy Roux et Gérard Depardieu (absent)
- 2013 : Clotilde Courau et Jean-Pierre Castaldi (remplaçant de Laurent Gerra)
- 2014 : Adriana Karembeu, Michel Drucker et Teddy Riner
- 2015 : Claire Chazal et Christophe Lambert
- 2016 : Valérie Bonneton, Claude Lelouch, Virginie Ledoyen et Khatia Buniatichvili
- 2017 : Charles Aznavour, Marc-Olivier Fogiel, Julie Depardieu et agnès b.
- 2018 : Nathalie Baye, Emmanuelle Béart, Pascal Elbé et Erik Orsenna
- 2019 : Tony Parker, Ophélie Meunier, Christophe Lambert et François-Xavier Demaison[20]
- 2020 : Marc Lavoine
- 2021 : Pio Marmaï et Jeanne Balibar
- 2022 : Benoît Magimel et Flavie Flament
- 2023 : Thierry Lhermitte et Michel Cymes
- 2024 : Eva Longoria, Zabou Breitman, Jean Reno et Dominic West.